# اون یینگ
اون یینگ (انگلیسی: He Ying؛ زادهٔ april ۱۷, ۱۹۷۷ (۴۷ سال)) ورزشکار تیراندازی با کمان اهل چین است.
وی در مسابقات کشوری و بین‌المللی در مجموع برندهٔ ۱ مدال طلا، ۴ مدال نقره شده‌است.